# Refleks (radioprogram)
 For alternative betydninger, se Refleks (flertydig). (Se også artikler, som begynder med Refleks)
Refleks – Radioavisens ugemagasin var et P1-radioprogram som blev sendt fra 14. januar 1989 til udgangen af 2005. Refleks var produceret af Radioavisen og havde som mål at samle op på og reflektere over den forløbne uges begivenheder og debatter, politiske såvel kom kulturelle, fra ind og udland.
Efter 18. maj-urolighederne sendte Refleks en række kritiske indslag om de officielle redegørelser. Et af de vigtigere blev sendt den 3. september 1994, hvor det med bistand af retsakustikere blev påvist, at politiet gav ordren: Skyd efter benene.

## Redaktion
Blandt programmets faste medarbejderne har været Knud Erik Dahl, Eva Suszkiewicz,Lars Rugaard, Poul Birch Eriksen, Søren Bindslev, m.fl. Herudover bidrog Radioavisens medarbejdere og korrespondenter med indslag.

## Sendetidspunkt
- 1989 14:00
- 1990-2004 12:20 – efter Middagsradioavisen
- 2004-2005 18:03

| Radio | Spire Denne artikel om radio eller radioprogrammer er en spire som bør udbygges. Du er velkommen til at hjælpe Wikipedia ved at udvide den. |